# Харисон Форд
Харисон Форд (енгл. Harrison Ford) је амерички глумац, који је рођен 13. јула 1942. године у Чикагу (Илиноис, САД). Најпознатије улоге је остварио као Хан Соло у пет филмова Звезданих ратова и као Индијана Џоунс у филмовима Отимачи изгубљеног ковчега, Индијана Џоунс и уклети храм, Индијана Џоунс и последњи крсташки поход, Индијана Џоунс и краљевство кристалне лобање и Индијана Џоунс и артефакт судбине.

## Биографија
Форд је рођен у Чикагу (Илиноис, САД), од оца Кристофера Форда који је имао ирскоњемачко порекло и мајке Доре Ниделман која је била Јеврејка. Матурирао је на Maine East High School у Парк Риџу (Илиноис, САД), а касније је похађао Ripon College (Висконсин, САД), где је учио глуму. Након тога се венчао са Мери Маркарт 1964. године и са њом сели се у Лос Анђелес, где је потписао уговор од 150 долара седмично за Columbia Pictures.
Своју прву већу улогу је остварио 1973. године у филму Амерички Графити. После ове улоге игра у још неколико мањих филмова, а касније добија улоге у великим филмским хитовима као што су: Звездани ратови — епизода IV: Нова нада, Звездани ратови — епизода V: Империја узвраћа ударац, Отимачи изгубљеног ковчега, Звездани ратови — епизода VI: Повратак џедаја, Индијана Џоунс и уклети храм, Индијана Џоунс и последњи крсташки рат, Патриотске игре, Непосредна опасност, Анђео са два лика, Ваздухоплов један и многим другим. Номинован је Оскаром као најбољи главни глумац у филму Сведок, 1985. године.

## Приватни живот
Форд се венчавао три пута, са Мери Маркарт (1964—1979), са којом има два сина (Бенџамина и Виларда) и Мелисом Матерсон (1983—2001) са којом има сина и кћерку (Малком Карсвел и Џорџија). Од 2010. је у браку са глумицом Калистом Флокхарт.

## Награде
- Номинован за Оскара као најбољи главни глумац у филму Сведок, 1985. године.

## Филмографија
| Улоге Харисона Форда |                                                      |               |                                     |              |
| Година               | Српски назив                                         | Изворни назив | Улога                               | Напомена     |
| 1973.                | Амерички графити                                     |               | Боб Фалфа                           |              |
| 1974.                | Прислушкивање                                        |               | Мартин Стет                         |              |
| 1977.                | Хероји                                               |               | Кен Бојд                            |              |
| 1977.                | Звездани ратови — епизода IV: Нова нада              |               | Хан Соло                            |              |
| 1978.                | Снага 10 са Наварона                                 |               | потпуковник Мајк Барнсби            |              |
| 1979.                | Амерички графити 2                                   |               | полицајац Боб Фалфа (непотписан)    |              |
| 1979.                | Апокалипса данас                                     |               | пуковник Лукас                      |              |
| 1979.                | Клинац из Сан Франциска                              |               | Томи Лилард                         |              |
| 1979.                | Улица Хановер                                        |               | Дејвид Холоран                      |              |
| 1980.                | Звездани ратови — епизода V: Империја узвраћа ударац |               | Хан Соло                            |              |
| 1981.                | Отимачи изгубљеног ковчега                           |               | Индијана Џоунс                      |              |
| 1982.                | Истребљивач                                          |               | Рик Декард                          |              |
| 1983.                | Звездани ратови — епизода VI: Повратак џедаја        |               | Хан Соло                            |              |
| 1984.                | Индијана Џоунс и уклети храм                         |               | Индијана Џоунс                      |              |
| 1985.                | Сведок                                               |               | детектив капетан Џон Брук           |              |
| 1986.                | Обала комараца                                       |               | Али Фокс                            |              |
| 1988.                | Запослена девојка                                    |               | Џек Трејнер                         |              |
| 1988.                | Избезумљен                                           |               | др Ричард Вокер                     |              |
| 1989.                | Индијана Џоунс и последњи крсташки поход             |               | Индијана Џоунс                      |              |
| 1990.                | Недоказана кривица                                   |               | Расти Сабич                         |              |
| 1992.                | Патриотске игре                                      |               | Џек Рајан                           |              |
| 1993.                | Млади Индијана Џоунс и мистерија блуза               |               | Индијана Џоунс (са 50 година)       |              |
| 1993.                | Бегунац                                              |               | др Ричард Кимбл                     |              |
| 1994.                | Јасна и непосредна опасност                          |               | Џек Рајан                           |              |
| 1995.                | Сабрина                                              |               | Лајнус Лараби                       |              |
| 1997.                | Председнички авион                                   |               | председник Џејмс Маршал             |              |
| 1997.                | Анђео са два лика                                    |               | Том О’Мира                          |              |
| 1998.                | Шест дана, седам ноћи                                |               | Квин Харис                          |              |
| 1999.                | Пробуђена срца                                       |               | наредник Вилијам „Дач“ ван ден Брук |              |
| 2000.                | Духови прошлости                                     |               | др Норман Спенсер                   |              |
| 2002.                | К-19: Тајна подморнице                               |               | Алексеј Востриков                   |              |
| 2003.                | Холивудски пандури                                   |               | Џо Гавилан                          |              |
| 2006.                | Забрањен приступ                                     |               | Џек Стенфилд                        |              |
| 2007.                | Мућкалица                                            |               |                                     |              |
| 2008.                | Индијана Џоунс и Краљевство кристалне лобање         |               | Индијана Џоунс                      |              |
| 2008.                | Далај Лама Препород                                  |               | приповедач                          |              |
| 2009.                | Прелазак преко                                       |               | Макс Броган                         |              |
| 2009.                | Бруно                                                |               | себе                                | (непотписан) |
| 2010.                | Ванредне мере                                        |               | др Роберт Стоунхил                  |              |
| 2010.                | Дизање                                               |               | Мајк Померој                        |              |
| 2011.                | Каубоји и ванземаљци                                 |               | пуковник Долархајд                  |              |
| 2013.                | Ендерова игра                                        |               | пуковник Хајрам Граф                |              |
| 2013.                | Спикер 2: Легенда се наставља                        |               | Мак Танен                           |              |
| 2014.                | Плаћеници 3                                          |               | Макс Драмер                         |              |
| 2015.                | Безвременска Аделајн                                 |               | Вилијам Џоунс                       |              |
| 2015.                | Звездани ратови — епизода VII: Буђење силе           |               | Хан Соло                            |              |
| 2017.                | Блејд Ранер 2049                                     |               | Рик Декард                          |              |
| 2019.                | Тајне авантуре кућних љубимаца 2                     |               | Рустер                              | глас         |
| 2019.                | Звездани ратови — епизода IX: Успон Скајвокера       |               | Хан Соло                            | камео        |
| 2020.                | Зов дивљине                                          |               | Џон Торнтон                         |              |
| 2023.                | Индијана Џоунс и артефакт судбине                    |               | Индијана Џоунс                      |              |
| 2025.                | Капетан Америка: Врли нови свет                      |               | Тадијус „Тандерболт” Рос            |              |